# Hansville
Hansville az Amerikai Egyesült Államok északnyugati részén, Washington állam Kitsap megyéjében elhelyezkedő statisztikai település. A 2010. évi népszámlálási adatok alapján 3091 lakosa van.
A régió legrégebbi világítotornya mellett itt működik a megye egyik tűzoltósága is.

## Történet
A térségben korábban a nuu-chah-nulth indiánok éltek. A No Point-csúcs neve az 1841-es expedíciót vezető Charles Wilkestől származik.
1855. január 25-én Washington Territórium kormányzója, Isaac Stevens megbeszélést hívott össze; az 1200 indián részvételével zajkó találkozó végén az Egyesült Államok és a törzsi küldöttek aláírták a No Point-csúcsi egyezményt.
Hansville első állandó lakosai az 1879-ben felépült világítótorony őrei voltak; az 1893-ban ideérkező norvég halász volt az első telepes, aki nem a világítótoronyban dolgozott. Hansville névadója a norvég Hans Zachariasen.
1900-ban megalapították a templomot. 1908-ban elkészült a No Point-csúcshoz vezető út, majd 1924-ben megnyílt a Kingstonba vezető közúti kapcsolat is. Az utak elkészültével Hansville népszerű üdülőteleppé vált, azonban a sporthorgászat népszerűségének csökkenésével a szállókat később bezárták.

## Éghajlat
A település éghajlata mediterrán (a Köppen-skála szerint Csb).
| Hónap                         | Jan.  | Feb.  | Már.  | Ápr. | Máj. | Jún. | Júl. | Aug. | Szep. | Okt. | Nov.  | Dec.  | Év    |
| ----------------------------- | ----- | ----- | ----- | ---- | ---- | ---- | ---- | ---- | ----- | ---- | ----- | ----- | ----- |
| Rekord max. hőmérséklet (°C)  | 22,2  | 23,3  | 27,8  | 31,1 | 33,9 | 36,7 | 33,9 | 34,4 | 31,7  | 28,3 | 22,8  | 18,9  | 36,7  |
| Átlagos max. hőmérséklet (°C) | 8,9   | 10,6  | 12,8  | 15,6 | 18,3 | 21,1 | 23,9 | 23,9 | 21,1  | 16,1 | 11,1  | 7,8   | 16,0  |
| Átlagos min. hőmérséklet (°C) | 1,7   | 1,1   | 2,8   | 5,0  | 7,8  | 10,6 | 12,2 | 12,2 | 9,4   | 5,6  | 3,3   | 0,6   | 6,1   |
| Rekord min. hőmérséklet (°C)  | −18,0 | −18,0 | −12,2 | −5,0 | −3,9 | 2,2  | 2,8  | 3,3  | −0,6  | −5,6 | −18,0 | −18,0 | −18,0 |
| Átl. csapadékmennyiség (mm)   | 130   | 81    | 94    | 76   | 68   | 58   | 30   | 29   | 50    | 91   | 141   | 131   | 979   |
| Forrás: The Weather Channel   |       |       |       |      |      |      |      |      |       |      |       |       |       |

## Fordítás
Ez a szócikk részben vagy egészben  a   Hansville, Washington című angol Wikipédia-szócikk ezen változatának fordításán alapul.  Az eredeti cikk szerkesztőit annak laptörténete sorolja fel. Ez a jelzés csupán a megfogalmazás eredetét és a szerzői jogokat jelzi, nem szolgál a cikkben szereplő információk forrásmegjelöléseként.